# Nintendo Power (cartouche)
Pour le magazine officiel nord-américain d'information sur Nintendo, voir Nintendo Power.
Ne doit pas être confondu avec Disk Writer.
 (octobre 2019).
Si vous disposez d'ouvrages ou d'articles de référence ou si vous connaissez des sites web de qualité traitant du thème abordé ici, merci de compléter l'article en donnant les références utiles à sa vérifiabilité et en les liant à la section « Notes et références ».
La Nintendo Power (ニンテンドウパワー, Nintendō Pawā) au Japon, est une cartouche de jeu vidéo à mémoire flash uniquement sortie au Japon, produite par Nintendo pour la Super Famicom et la Game Boy. Elle agissait comme un moyen de stockage pour des jeux acquis en version dématérielle, réduisant le coût du fait de l'absence de cartouche dédiée à chaque jeu.
Ce système introduit les blocs de sauvegarde (il y en a 7 sur la cartouche Nintendo Power pour Game Boy) utilisés postérieurement sur la Wii et permet de stocker plusieurs jeux sur une même cartouche en les téléchargeant depuis une borne présente dans les supérettes japonaises. Il a notamment bénéficié d'exclusivités avec des jeux impossibles à obtenir autrement que sur ce support.
Les anciens jeux monochromes (exemple : Super Mario Land) tiennent sur un seul bloc, tandis que certains occupent la totalité de la mémoire (exemple : Super Mario Bros. Deluxe), nécessitant d'acheter parfois plusieurs cartouches.
Ce type de distribution a notamment été utilisé antérieurement avec la Famicom Disk System, et postérieurement avec l'iQue Player, exclusivement en Chine. Un système de stockage sur mémoire flash était également proposé pour un ensemble unique de jeux Super Famicom, sur la Nintendo Satellaview.